# Lincoln Town Car
Das Lincoln Town Car war ein US-amerikanisches Automodell der Oberklasse der zum Automobilhersteller Ford gehörenden Premiummarke Lincoln.

## Beschreibung
Das Town Car war das Flaggschiff von Lincoln, seit es im Jahr 1981 auf den Markt gebracht wurde. Town Cars stellen die Mehrzahl der Luxus-Limousinen in den USA (etwa 85 %), und bei Stretch-Limousinen handelt es sich fast ausschließlich um Town Cars.
Selbst bei normaler Länge (nicht als Stretch-Limousine) besaß das Town Car erhebliche Ausmaße. Mit einer Länge von 5,47 m (Modell mit langem Radstand 5,62 m) war es seinerzeit der längste in Großserie gefertigte amerikanische Pkw.
Obwohl das Town Car als Statussymbol in den USA galt, war es verglichen mit der Konkurrenz relativ preisgünstig. Die Preise für ein Town Car lagen zuletzt zwischen US$ 43.045 und US$ 56.915. Größtes Konkurrenzmodell auf dem US-amerikanischen Markt war seinerzeit der Cadillac DTS. 
Das Lincoln Town Car ist eine beliebte Basis für die in den USA verbreiteten Stretch-Limousinen. Auch in Europa, wo das Town Car nur über wenige Importeure zu beziehen war, ist es hauptsächlich dafür bekannt.

## Vorgeschichte:Town Carals besondere Ausstattungslinie

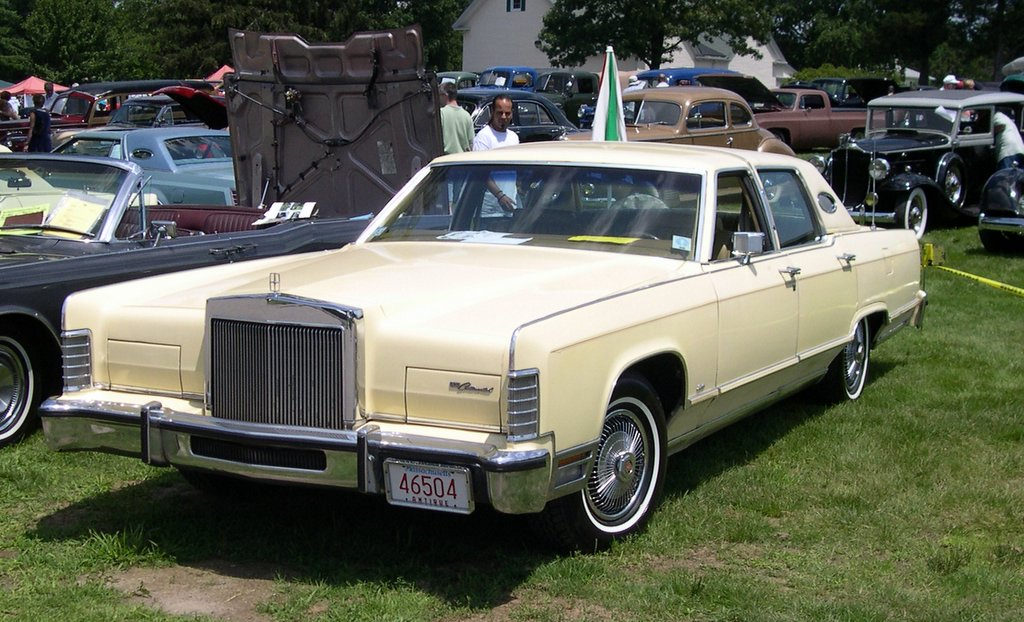
Lincoln Continental Town Car, 1978–1979

Eine Sonderausführung des 1959er Lincoln Continental wurde erstmals als Town Car bezeichnet. Nachdem der Continental ein neues Design erhalten hatte, war die Town Car-Sonderausführung nicht mehr erhältlich. Erst im Jahr 1971 fand die Bezeichnung Town Car wieder Verwendung. Von 1971 bis 1980 war das Modell mit der umfangreichsten Sonderausstattung beim Lincoln Continental mit der Bezeichnung Town Car versehen. 1981 wurde die Produktion des Lincoln Continental vorübergehend eingestellt, und das Lincoln Town Car wurde zum Prestigemodell der Marke Lincoln.
Der Name Town Car bezieht sich auf eine Limousinenversion, die in den 20er Jahren in den USA sehr populär war. In den Town Car-Modellen der 20er saßen die Passagiere auf dem Rücksitz in einer separaten Kabine, während der Fahrer außerhalb der Kabine im Freien saß. Diverse Hersteller von Luxusautomobilen in den 20er Jahren wie Duesenberg, Rolls-Royce, Bentley und eben auch Lincoln verkauften Town Cars.
Von 1970 bis 1980 war „Town Car“ die Bezeichnung für das luxuriöseste Ausstattungspaket des Lincoln Continental. Der Lincoln Continental mit Town Car-Paket erhielt seinen Namen wegen der vielfachen Designelemente, die von den klassischen Town Cars der 1920er und 1930er Jahre übernommen worden waren. Von 1977 bis 1979 gab es den Lincoln Continental zusätzlich in der Williamsburg-Town-Car-Ausstattung und von 1975 bis 1980 gab es, äquivalent zum Town Car, für die Continentals in der Coupes-Form die Town-Coupe-Ausstattung.

## 1. Generation (1981–1989)
Der erste Lincoln Town Car war identisch mit dem Lincoln Continental von 1980 und wurde als zweitürige und viertürige Limousine angeboten (die Bezeichnung Town Coupe wurde eingestellt). Der Town Car-Zweitürer stand weitgehend im Schatten seines Pendants Continental Mark VI und wurde 1982 eingestellt. Mit der Einführung des Continental Mark VII im Jahr 1984 reduzierte Lincoln seine Full-Size-Linie auf die viertürige Town Car-Limousine. Der Name Continental wurde ab dem Modelljahr 1982 einem neuen, kleineren Modell zugeordnet.
Bei seiner Markteinführung 1980 wurde der Lincoln Town Car in zwei Ausstattungsvarianten angeboten, einer Standard-/Basisausstattung und der Lincoln Town Car Signature Series (ein Name, der mit dem Mark VI geteilt wurde, wenn auch mit weniger exklusiven Merkmalen). 1982 übernahm Lincoln die Mark-Series-Tradition der Designer Series-Editionen, als die Cartier Edition vom Mark VI zum Town Car verschoben wurde und die oberste Ausstattungsvariante wurde; die Cartier Edition blieb bis zum Modelljahr 2003 Teil der Town Car-Linie.

### Facelift
1985 erhielt das Town Car ein kleineres Facelift, welches die Karosseriekanten abrundete, das Heck überarbeitete, und optische Änderungen im Innenraum beinhaltete.
Ab 86 wurde die Centralpoint-Einspritzung durch eine Multipoint-Einspritzung ersetzt.

### Technik
Der Lincoln Continental/Town Car der Jahre 1980–1989 nutzte die Panther-Plattform, die er mit Modellen von Ford und Mercury teilte (etwa dem Ford LTD oder dem Mercury Grand Marquis). Die Plattform, deren Erscheinung sich aufgrund technischer Probleme bis zum Modelljahr 1980 verzögerte, bedeutete für die Lincoln-Modelle radikal andere Außenabmessungen. Obwohl der Radstand gegenüber den Ford/Mercury/Mark VI-Coupés um drei Zentimeter verlängert wurde, wiesen die Versionen von 1980 bis 1989 den kürzesten Radstand auf, der jemals für einen Full-Size-Lincoln verwendet wurde (10 Zentimeter kürzer als sein Vorgänger von 1979). Der 1980er Continental/Town Car war der kürzeste Lincoln seit dem Versailles.
Um den Kraftstoffverbrauch zu senken, stellte Ford die Big-Block-V8-Motoren in seinen Oberklassefahrzeugen ein. Mit der Einführung des Lincoln Town Car im Jahr 1980 wurde der 4,9-Liter-Windsor-V8 der einzige verfügbare Motor (wurde als 5,0 Liter vermarktet). 1986 wurde der V8 überarbeitet und leistete fortan 152 PS (112 kW), nachdem das Einspritzsystem mit der Einführung einer Mehrfacheinspritzung überarbeitet worden war. Das einzige verfügbare Getriebe in allen Town Car-Modellen war eine Viergangautomatik mit Overdrive, die bei allen Fahrzeugen der Panther-Plattform verfügbar war.

### Sondereditionen

#### Sail America Memorial Edition
Dieses Sondermodell der Signature Series aus dem Jahr 1987 war in Weiß mit einem blauen Wagendach gehalten und verfügte über eine weiße Lederausstattung mit blauen Ziernähten und Sonderemblemen. Die Ford Motor Company war einer der Sponsoren der „Sail America Foundation“ und Eigentümer der Yacht Stars & Stripes 87, die 1987 den America’s Cup gewann.

#### Special Edition
Das 1988er-Modell des Lincoln Town Car Signature Series war mit einem 2.461 US-Dollar-teuren Special Edition-Paket erhältlich, das ein Schiebedach, Aluminiumräder mit Drahtspeichen, ein JBL-Audiosystem, ein Lederlenkrad sowie eine besondere Lederpolsterung umfasste.

#### Gucci-Edition
Die Signature Series Gucci Edition von 1989 hatte ein spezielles blaues Stoffdach mit fluoreszierender B-Säulenbeleuchtung und eine spezielle blaue Plakette an der C-Säule mit dem Wort Signature. Sie wurde in der VIN als Code 84 bezeichnet.

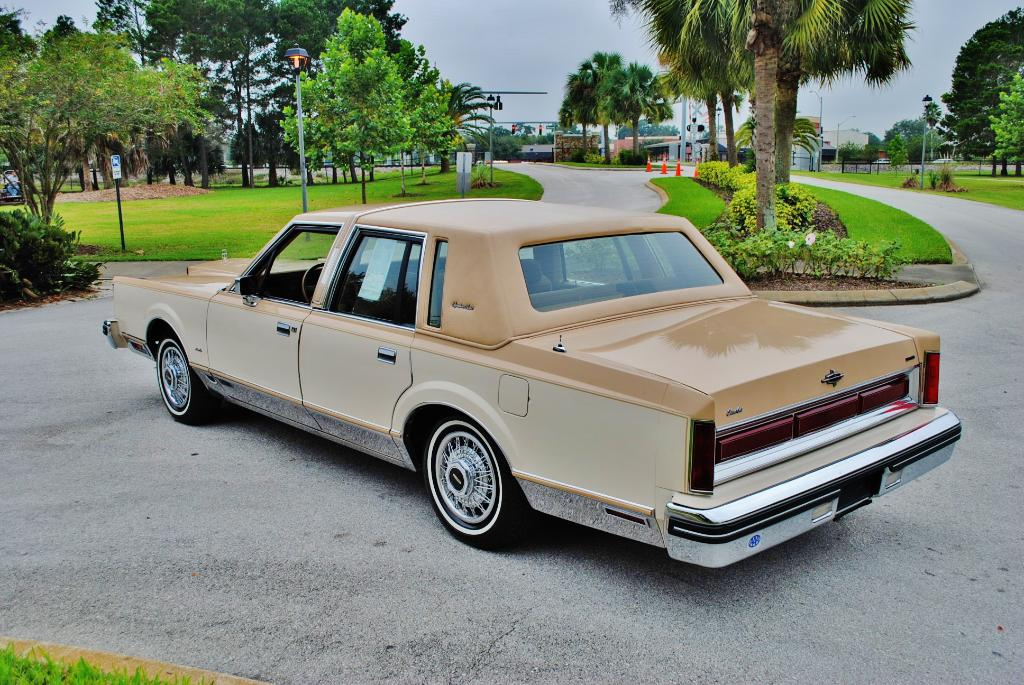
Heckansicht
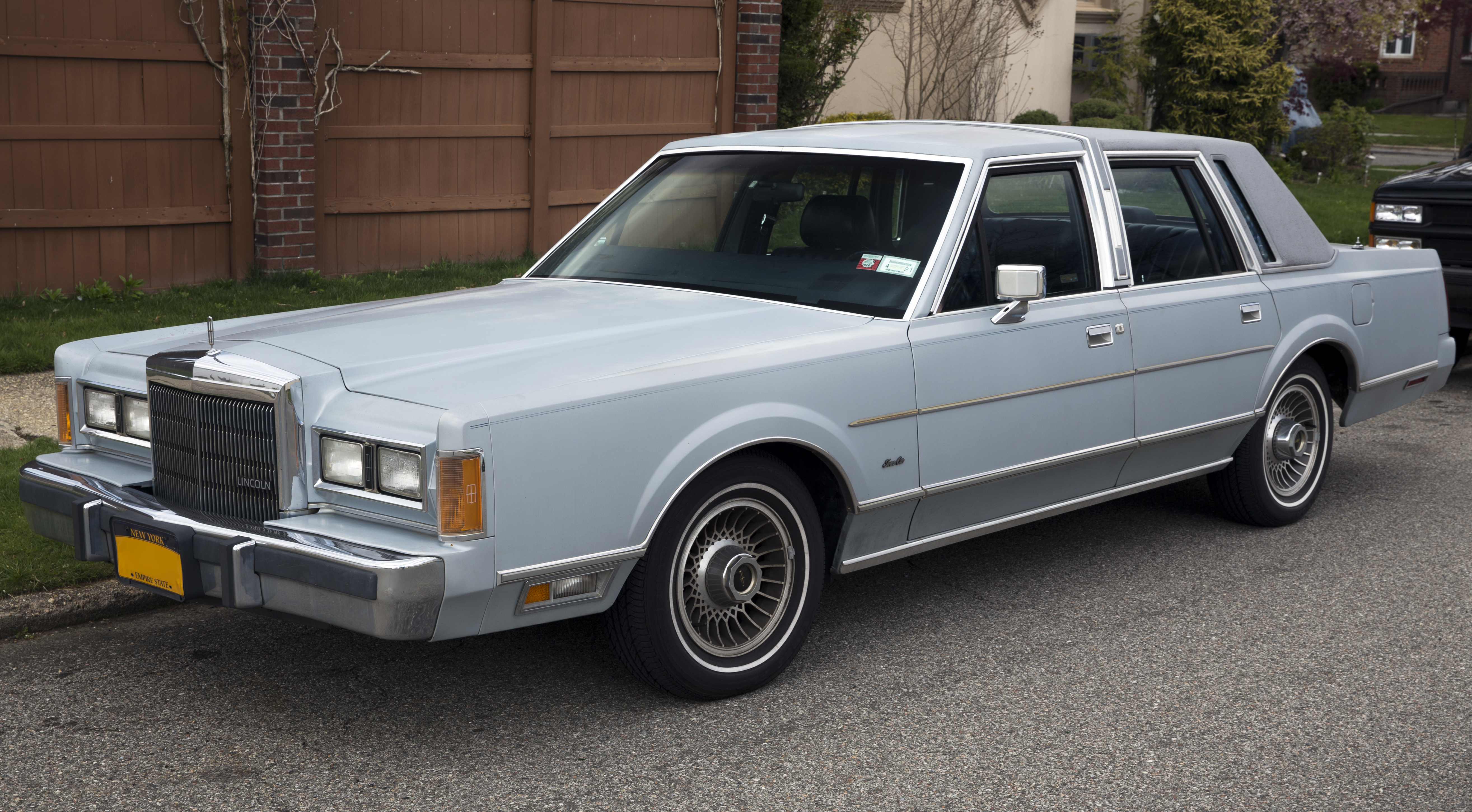
Facelift (1985-1989)
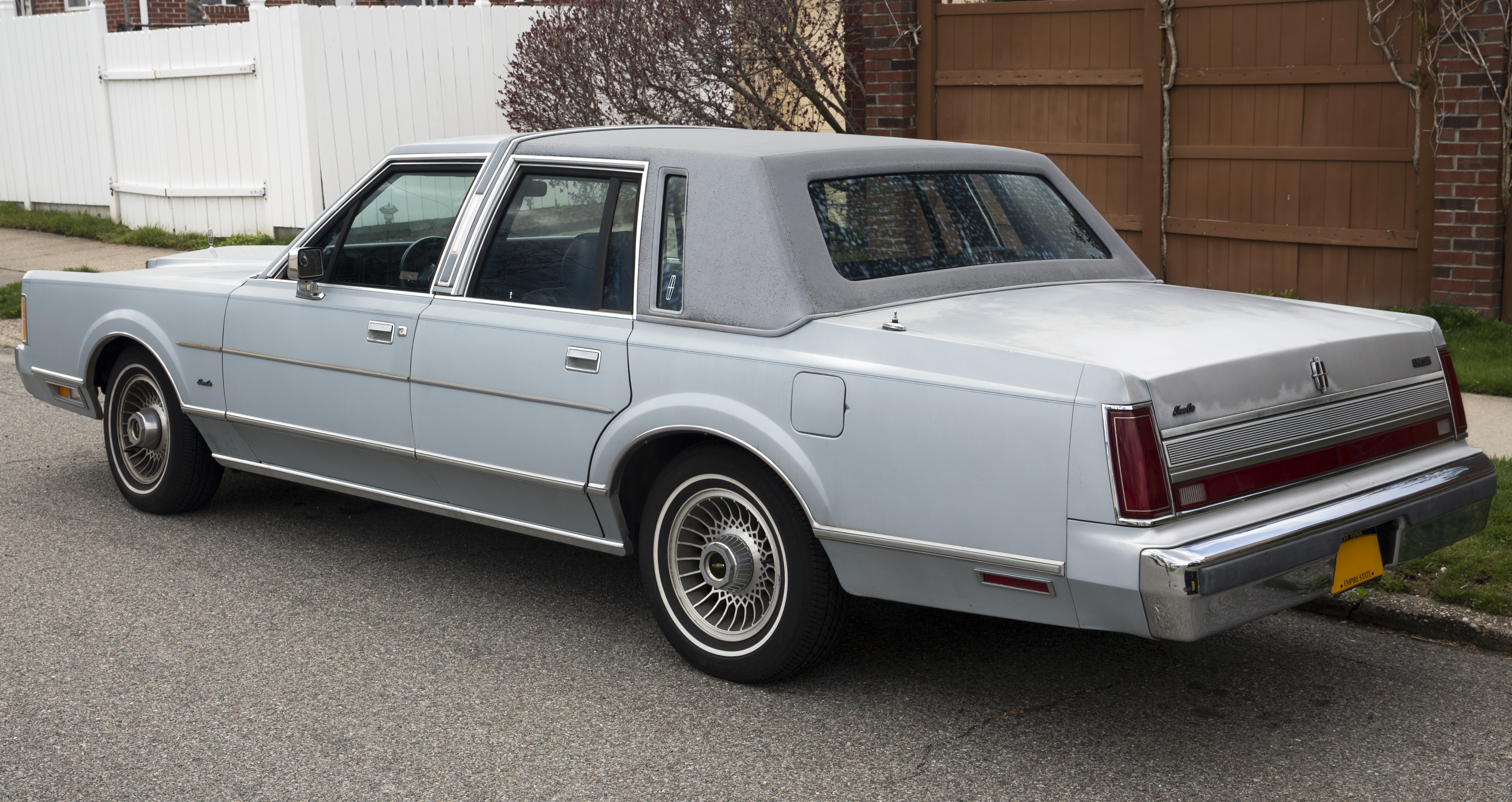
Heckansicht

## 2. Generation (FN36/116; 1990–1997)
Der Lincoln Town Car wurde für das Modelljahr 1990 völlig neu gestaltet. Die kantigen Designelemente der Karosserie des Town Car der 80er Jahre wurden durch ein aerodynamischeres, abgerundeteres Design ersetzt. Im Jahr 1991 erhielt das Town Car die Auszeichnung Car of the Year des Automagazins Car & Driver. Im selben Jahr wurde auch der bisherige 5,0-Liter-Motor durch einen modernen 4,6-Liter-Motor aus Aluminium mit obenliegenden Nockenwellen ersetzt, der auch in der 3. Generation der Modellreihe weiter verbaut wurde.
Mit dem 1992 neu erschienenen Ford Crown Victoria und der zweiten Generation des Mercury Grand Marquis gab es mehrere Schwestermodelle zum Town Car. Alle Modelle standen weiterhin auf der Panther-Plattform.

### Facelift
Ende 1992 wurde das Äußere des Town Car mit einem neuen Kühlergrill und leicht veränderten Rückleuchtengläsern für die Modelle des Jahres 1993 überarbeitet. Wie der Crown Victoria und der Grand Marquis erhielt auch das Town Car Ende 1994 ein größeres Update für das Modelljahr 1995 (FN116). Dieses Facelift zeichnet sich durch den Wegfall der feststehenden Verglasung in den hinteren Türen sowie durch die Neugestaltung der Seitenspiegel (größer und fortan in Wagenfarbe) aus. Obwohl der Stoßfänger weitgehend unverändert blieb, wurde die Frontschürze verändert, indem die Scheinwerfer zu einem Design mit klaren Linsen geändert und vom Kühlergrill getrennt wurden. Der Kühlergrill wurde neu gestaltet und kehrte zum Design der Jahre 1990-1992 zurück, wobei die Einfassung näher an der Karosserie lag. An der Heckschürze wurde die Blende zwischen den Rückleuchten neu gestaltet.
Für das Modelljahr 1995 wurde außerdem der Innenraum komplett überarbeitet. Neue Sitze, Instrumente sowie ein neues Armaturenbrett waren Teil des neu gestalteten Innenraums.

### Technik
Aufgrund von Verzögerungen bei der Entwicklung des Modular-Motorenprogramms wurde der Lincoln Town Car 1990 mit dem gleichen Antriebsstrang wie sein Vorgänger auf den Markt gebracht, dem 4,9-Liter-Windsor-V8. Im Oktober 1990 wurde der Motor durch einen 193 PS (142 kW) starken 4.6-Liter SOHC-Modular-V8 für die 1991er Modelle ersetzt; für das Modelljahr 1994 wurde die vorher optionale 212 PS starke Version des Motors mit Doppelauspuff zum Standard. Gemeinsam mit dem Ford Crown Victoria und dem Mercury Grand Marquis wurde die SOHC-Version des 4,6-Liter-Modular-V8-Motors auch in einer Reihe anderer Ford-Fahrzeuge eingesetzt und noch bis 2014 weiter produziert. Für 1993 wurde das Automatikgetriebe auf elektronischen Betrieb umgestellt. 1994 erhielt das Town Car im Rahmen der Überarbeitung das drehmomentstärkere 4R70W-Getriebe aus dem Lincoln Mark VIII.

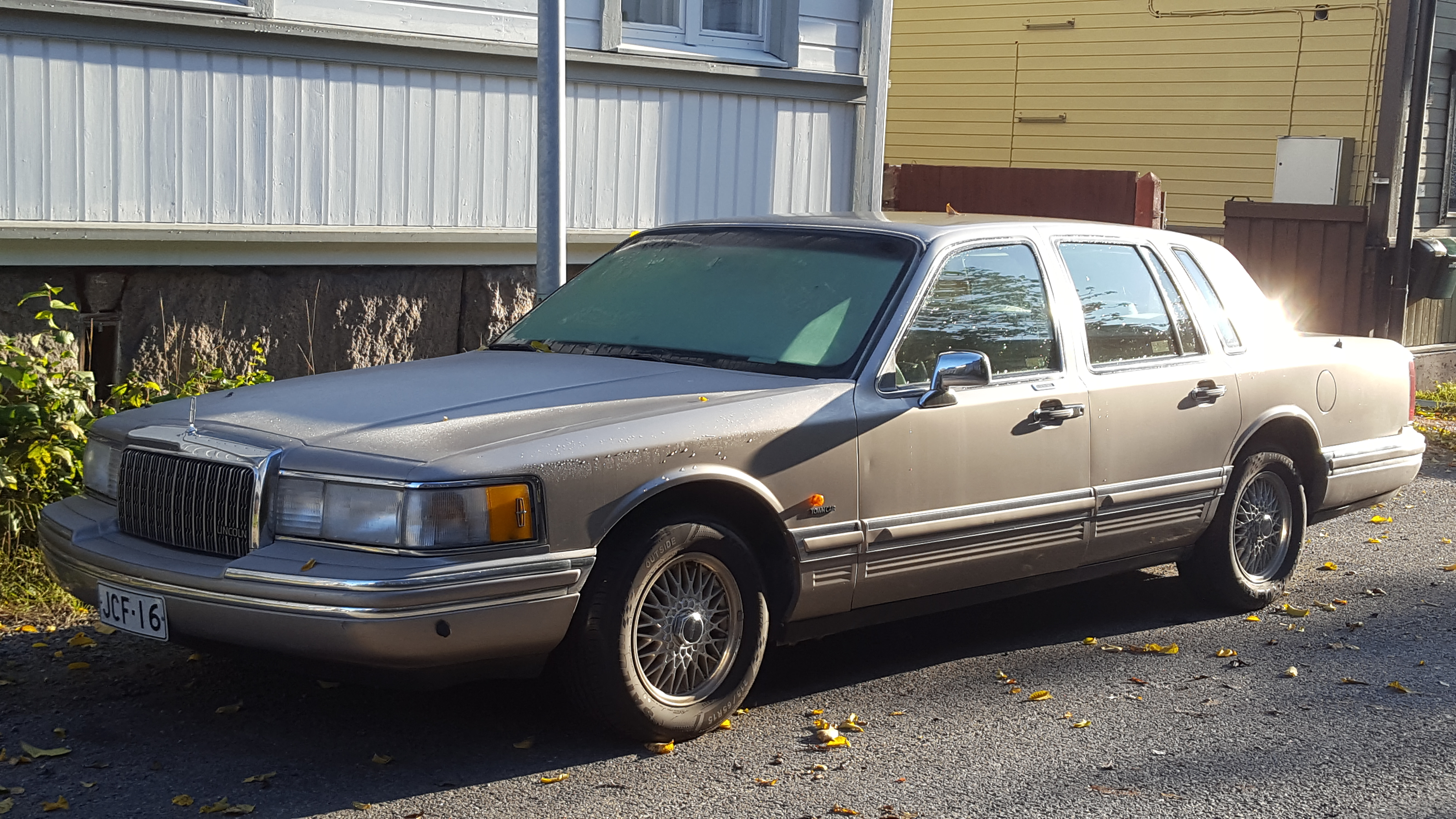
Kleines Facelift (1993–1994)
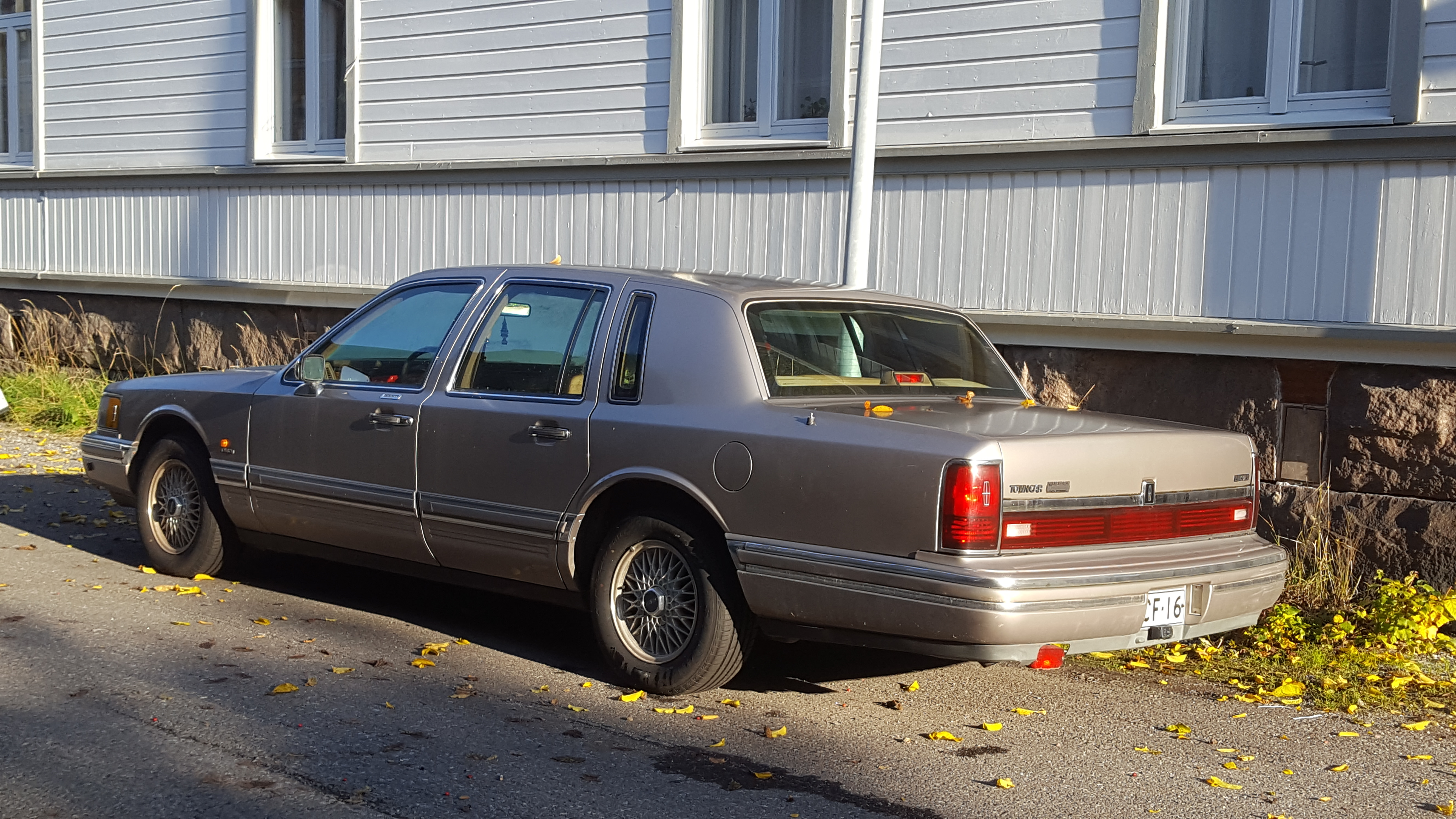
Heckansicht
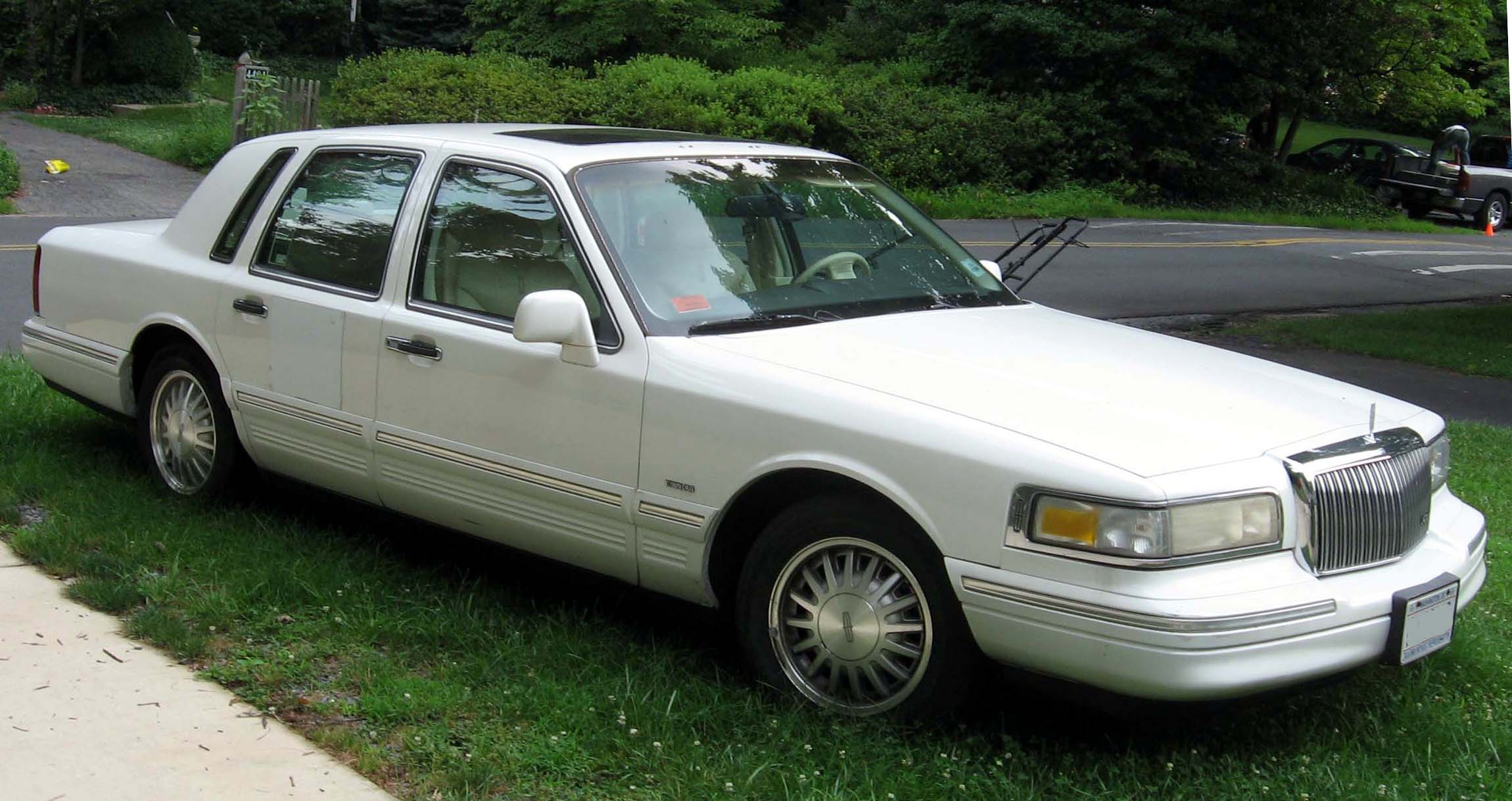
Großes Facelift (1995–1997)
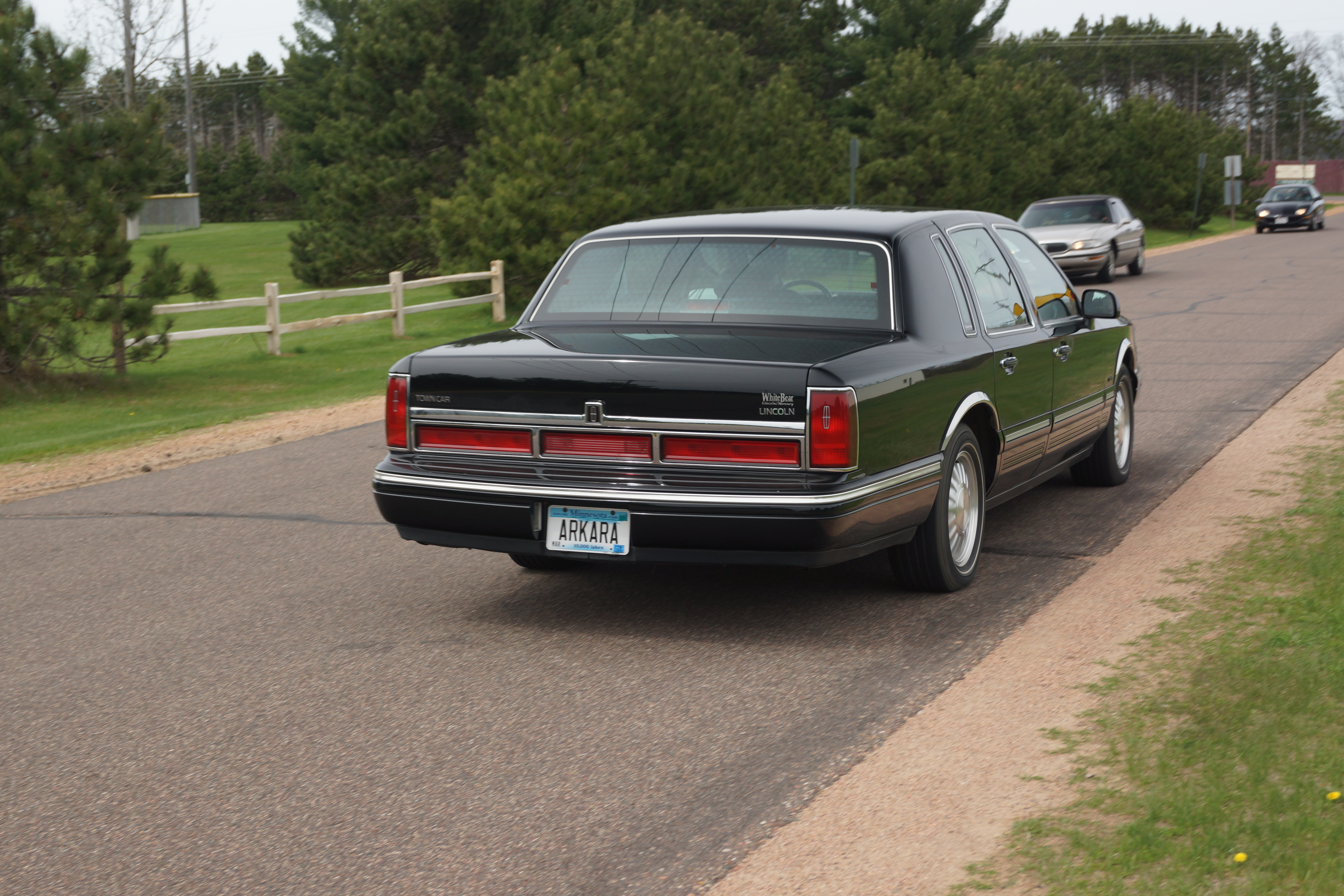
Heckansicht
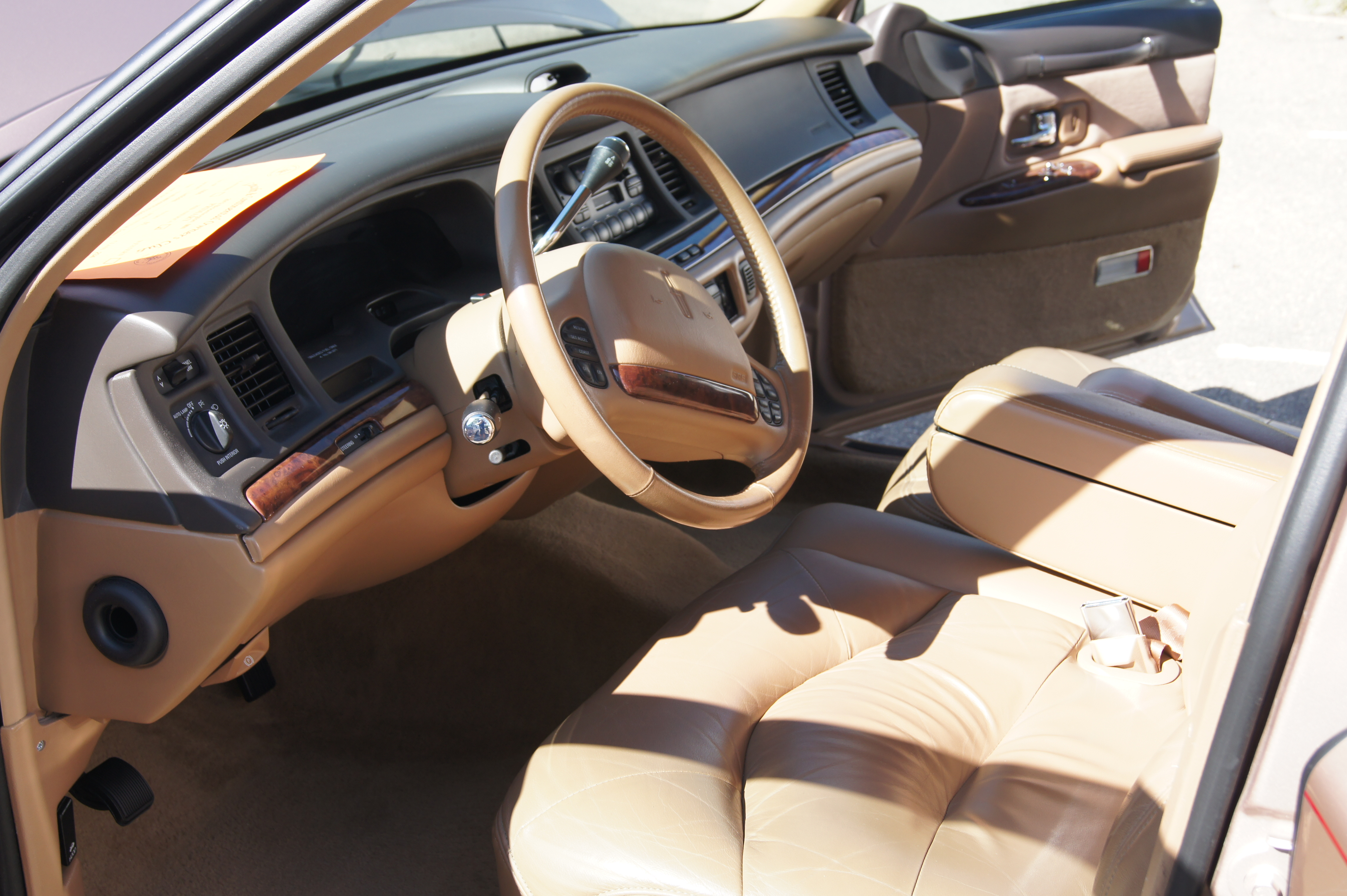
Innenraum
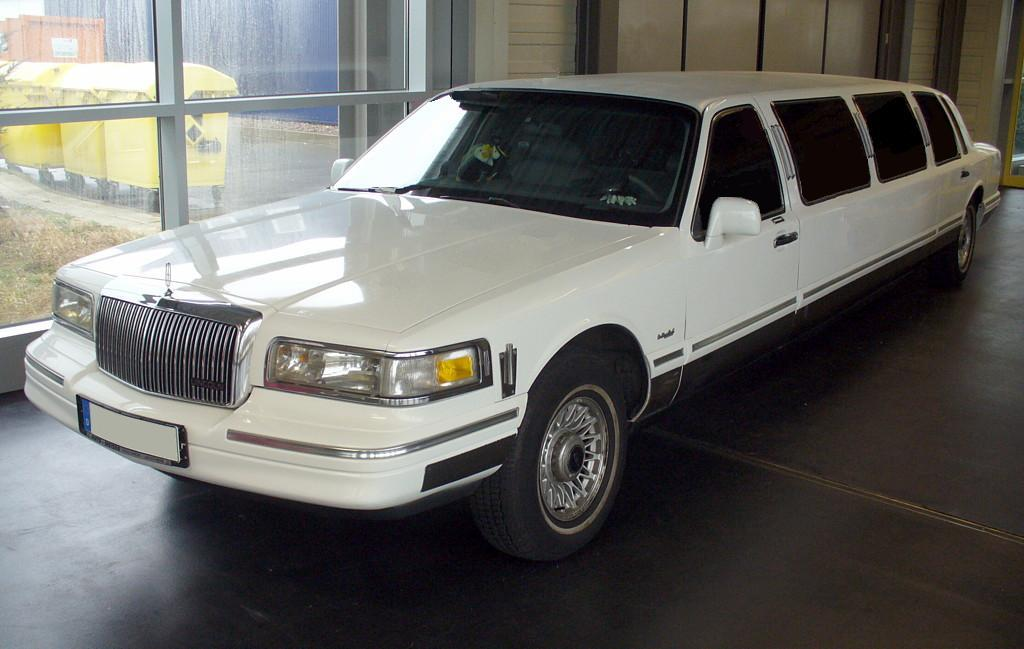
Lincoln Town Car Stretchlimousine

## 3. Generation (FN145; 1998–2011)
Das Lincoln Town Car wurde 1998 nach acht Jahren das erste Mal komplett neu gestaltet und erhielt eine wesentlich aerodynamischere Karosserie. Der Innenraum wurde ebenfalls neu gestaltet. Ein neues Armaturenbrett, neue Sitze und Innenverkleidungen an den Türen gehörten zu den Verbesserungen. Viele der bisherigen Kunststoffoberflächen wurden durch Holzverkleidungen oder durch Leder ersetzt. Weiterhin gab es die Schwestermodelle Ford Crown Victoria und Mercury Grand Marquis, die ebenso wie der Town Car weiterhin auf der Panther-Plattform aufbauten.

### Facelift
Für 2003 wurden mehrere geringfügige Elemente der Karosserie erneuert. Die Kühlerfigur sowie eher kantige, als „amerikanisches Design“ geltende, Stilelemente wurden wieder eingeführt. Die Vorderachse wurde komplett überarbeitet – wobei Jaguar für die neue Lenkgeometrie Pate stand.

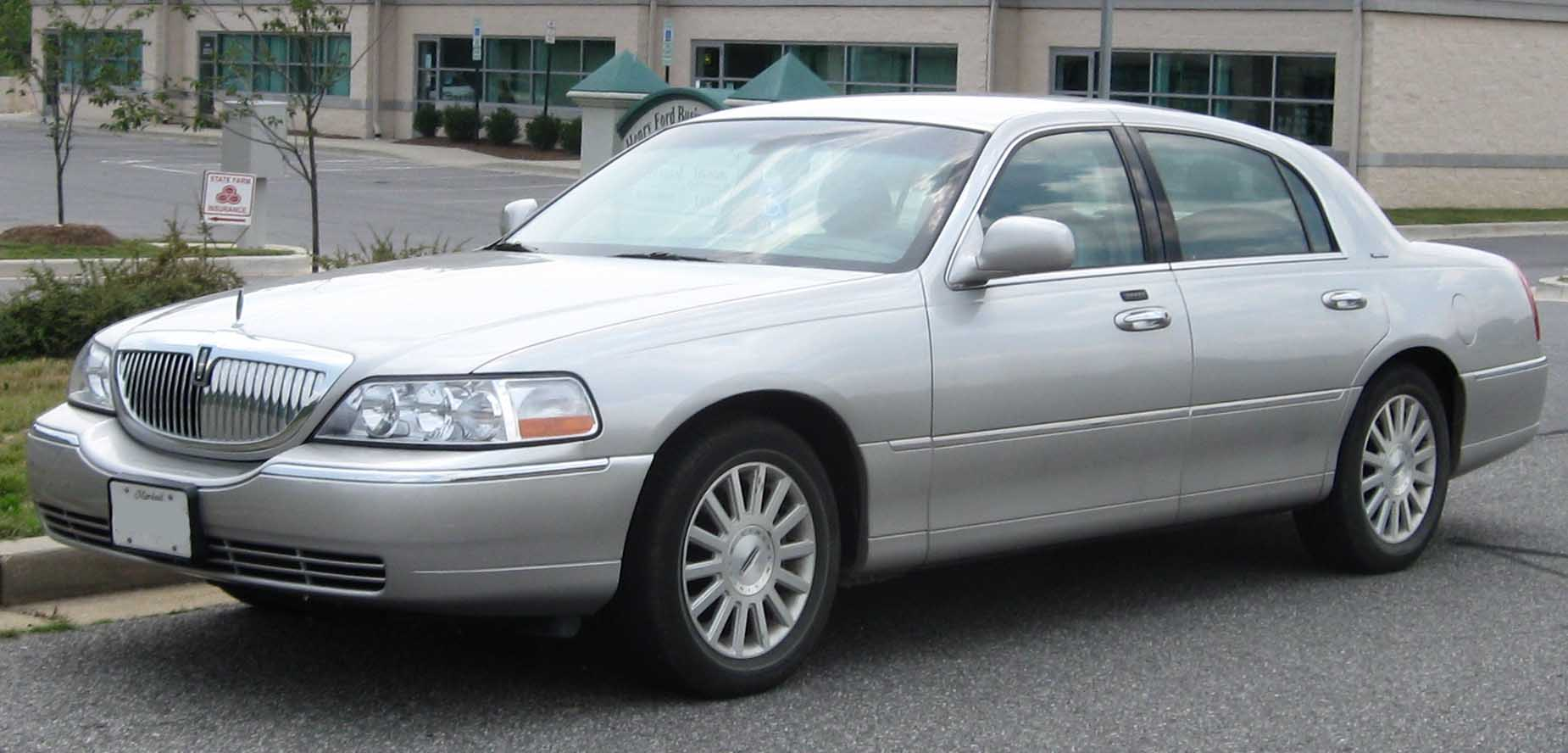
Lincoln Town Car (2003–2011)
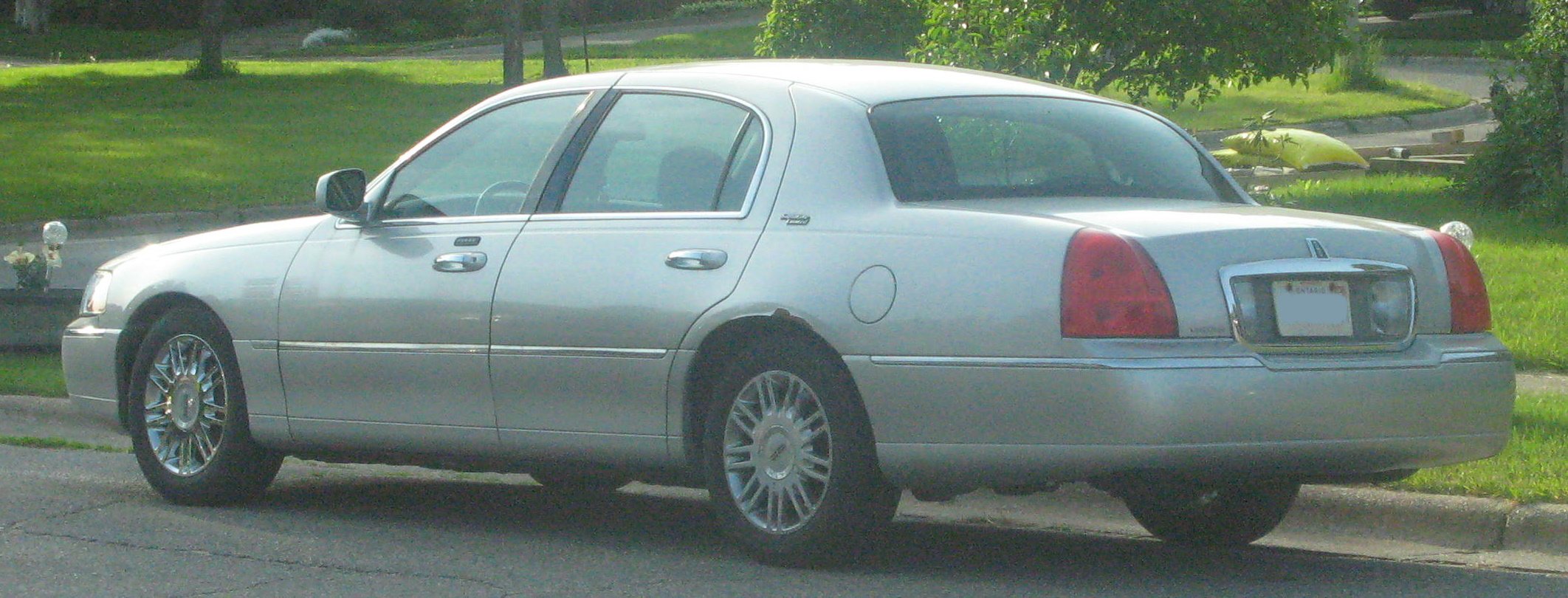
Heckansicht
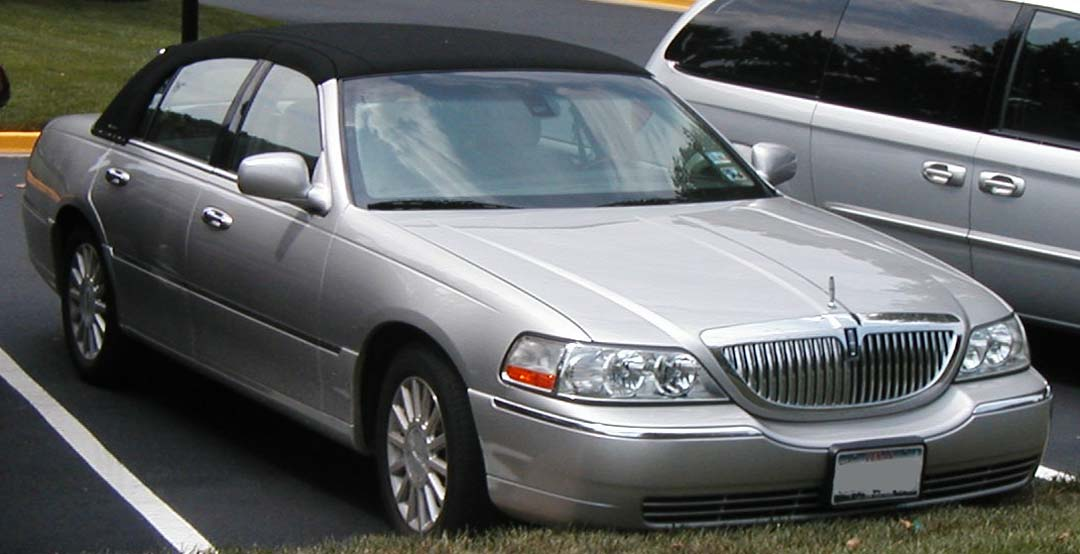
Lincoln Town Car mit Vinyldach
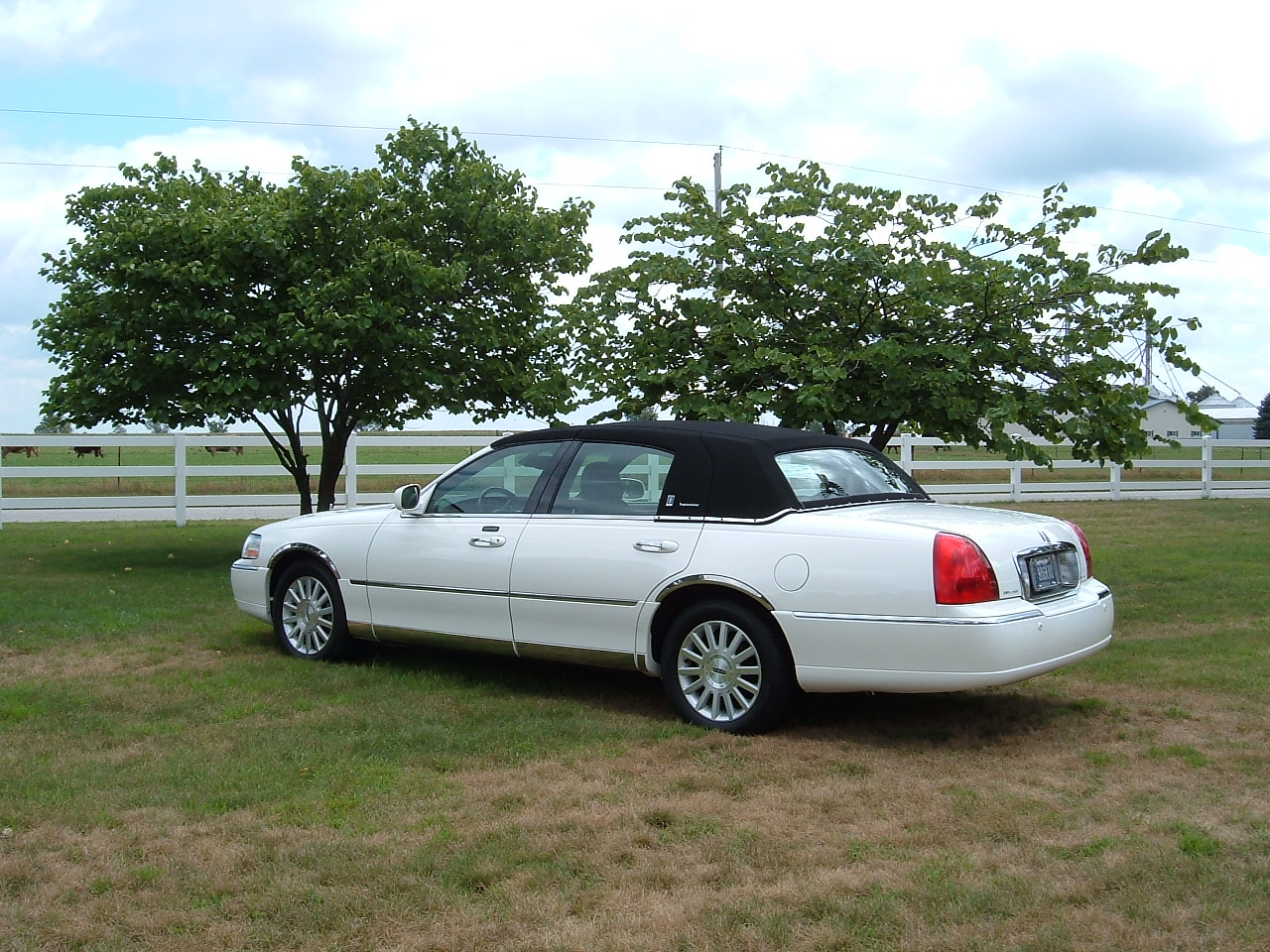
Heckansicht
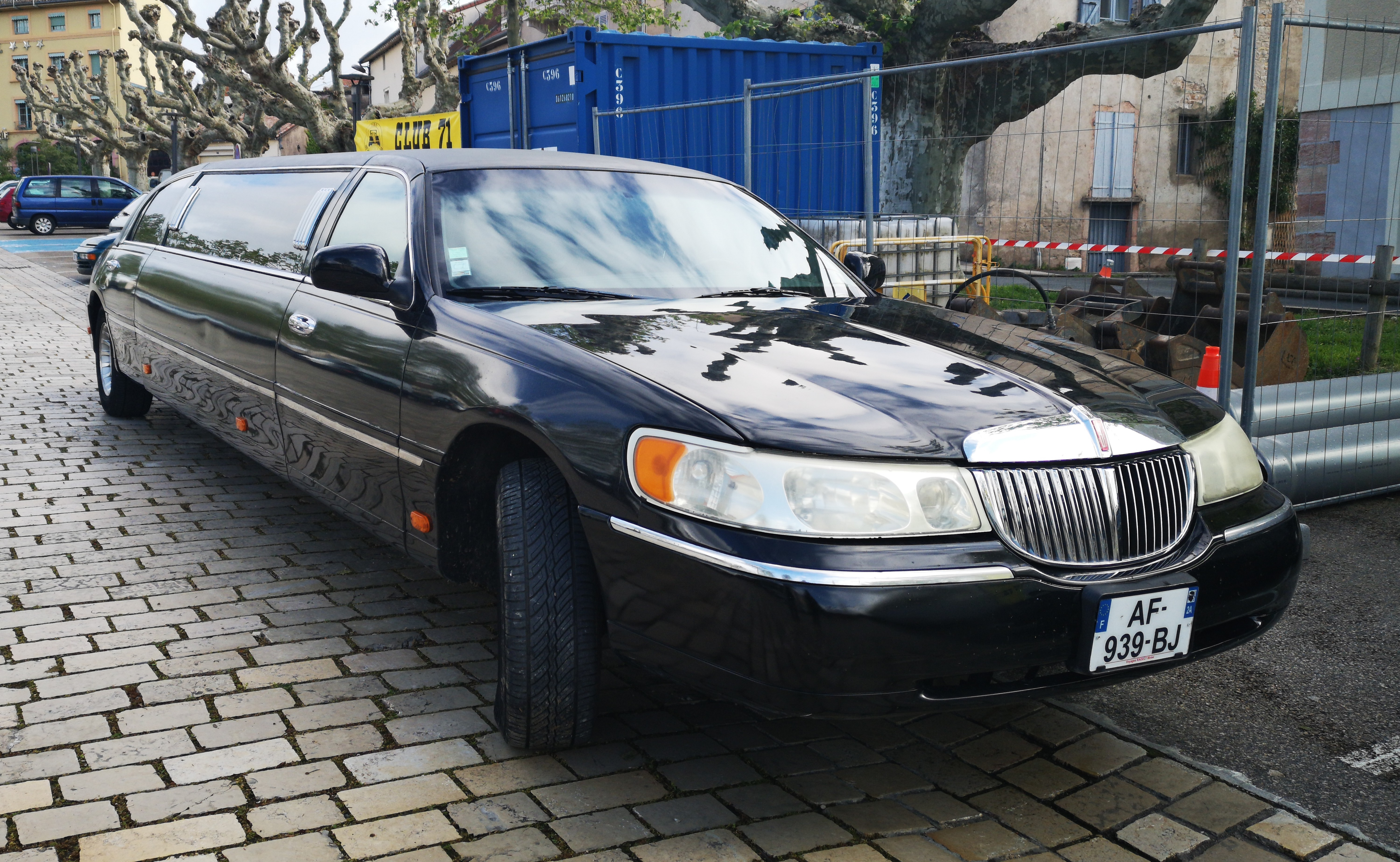
Lincoln Town Car Stretchlimousine (1997–2003)
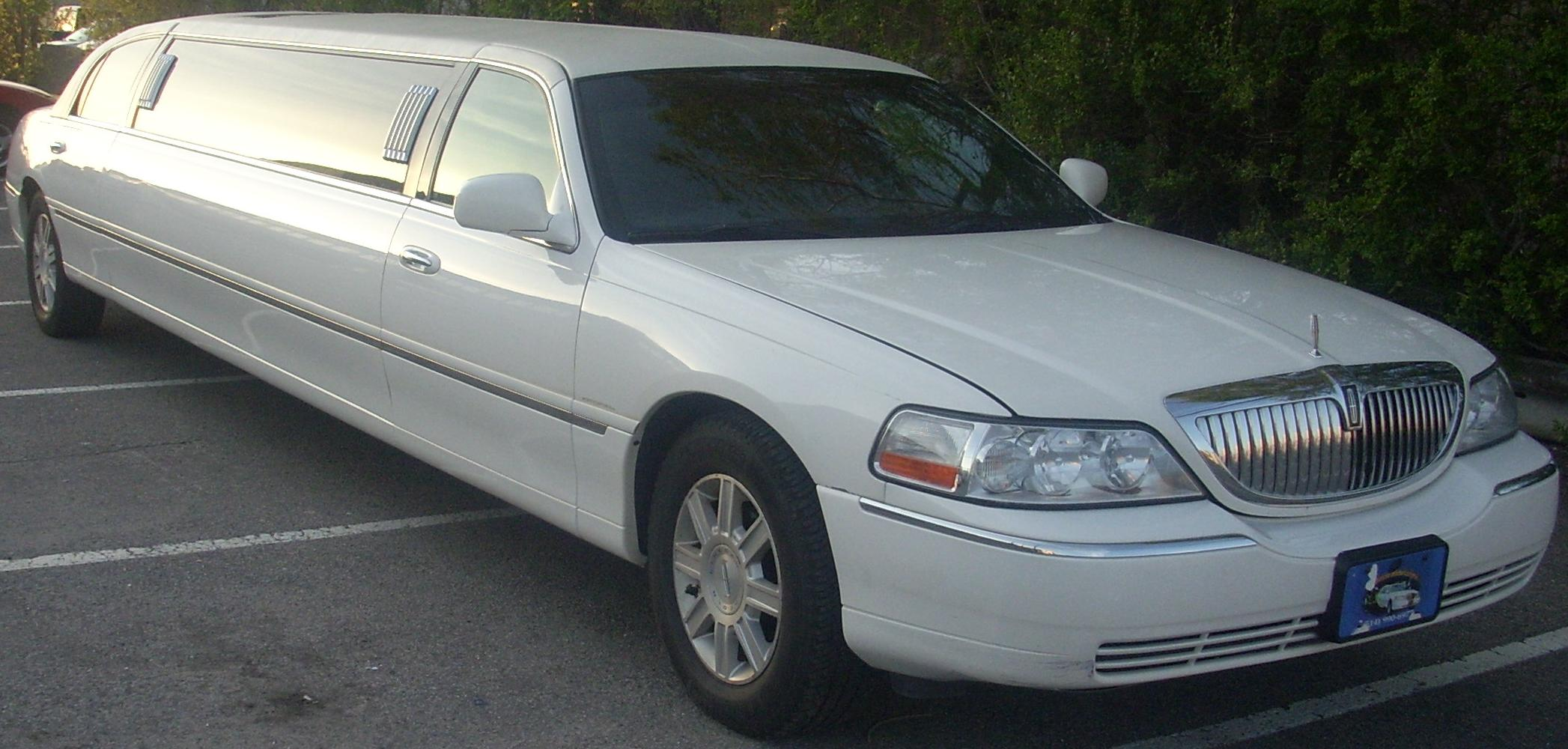
Lincoln Town Car Stretchlimousine (2003–2011)
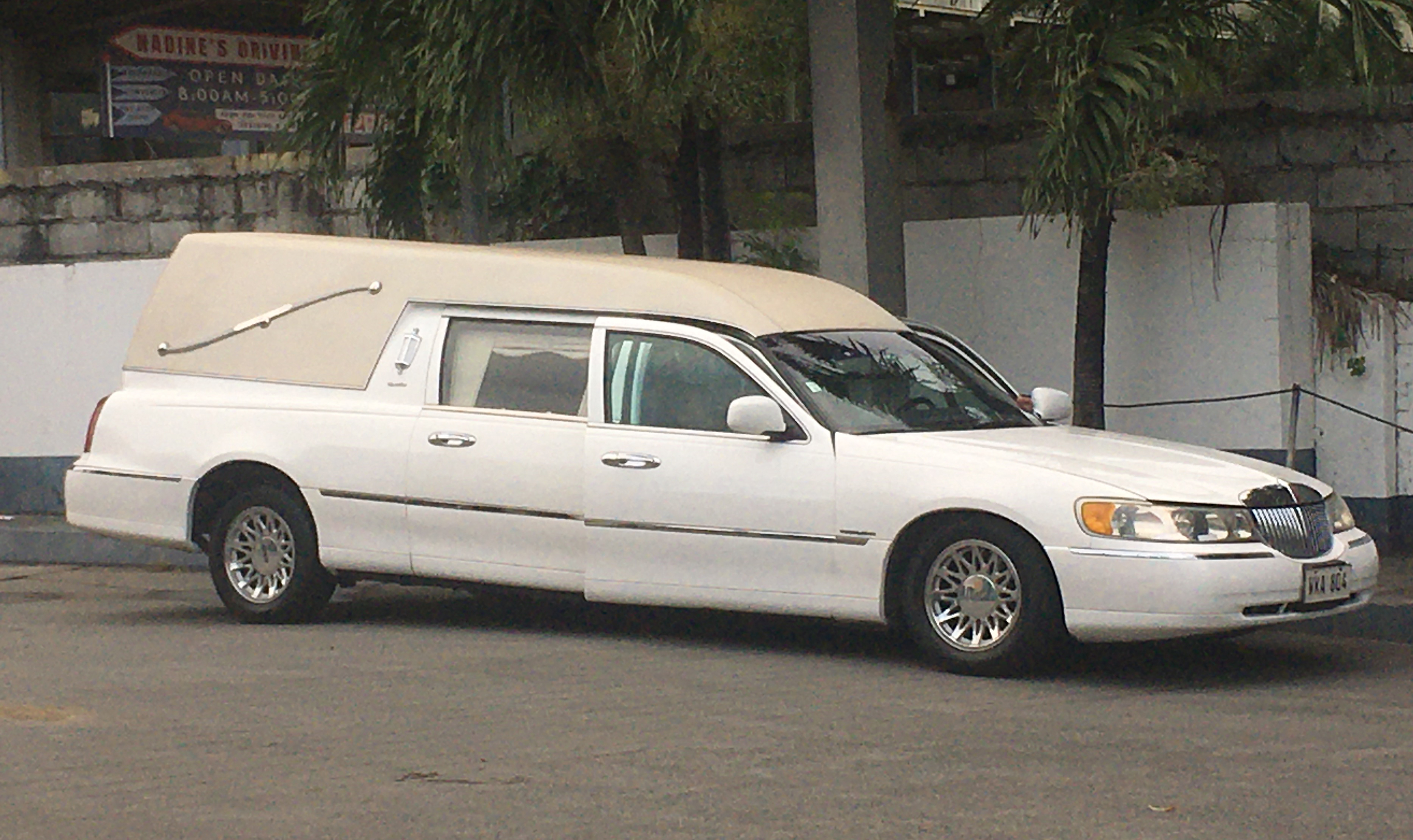
Leichenwagen

## Produktionsende
Die Produktionsstätte des Town Car in Wixom, Michigan, wurde nach dem Modelljahr 2007 geschlossen. Stattdessen wurde das Modell auf dem Fließband zusammen mit den Parallelmodellen Ford Crown Victoria und dem Mercury Grand Marquis in St. Thomas, Ontario, in Kanada weitergebaut. Die Produktion des Lincolnmodells lag zuletzt bei rund 1500 Exemplaren pro Monat. Die drei Modelle waren die letzten ihrer Art mit einer auf einer traditionellen amerikanischen Body-on-Frame-Bauweise basierenden Plattform, ausgestattet mit einem langlebigen V8-Motor und Hinterradantrieb.
Am 29. August 2011 rollte das letzte Exemplar des Town Car vom Band. Das Town Car war eine der letzten großen Limousinen, die keine vollwertigen Kopfstützen auf der Rückbank hatten. Der Lincoln MKT ersetzt ihn als exklusives Mietwagen- und Flottenfahrzeug unter der Bezeichnung MKT Town Car.

## Trivia
Im September 2006 hat Warren Buffett seinen 2001 Lincoln Town Car Signature Series für 77.000 USD auf der Online-Versteigerungsplattform ebay verkauft und das Geld gemeinnützigen Zwecken gespendet.

## Lincoln Timeline
Aktuelle Modelle:
Aviator |
Corsair |
Nautilus |
Navigator |
Navigator L |
Zephyr
Ehemalige Modelle ab 1946:
Aviator |
Blackwood |
Capri |
Continental |
Cosmopolitan |
Custom |
Lincoln-Serie |
LS |
Lincoln Mark Series (Mark III • Mark IV • Mark V • Mark VI • Mark VII • Mark VIII) |
Mark LT |
MKC |
MKS |
MKX |
MKZ |
Premiere |
MKT |
Town Car |
Versailles
Ehemalige Modelle 1921–1942:
Continental |
Custom |
Modell K |
Modell L |
Zephyr
Konzeptfahrzeuge:
C |
Futura |
Machete |
Mark X |
MK9 |
Navicross |
Sentinel